# Yarumela
Yarumela är en ort i Honduras.   Den ligger i departementet Departamento de La Paz, i den sydvästra delen av landet, 50 km nordväst om huvudstaden Tegucigalpa. Yarumela ligger 593 meter över havet och antalet invånare är 3 059.
Terrängen runt Yarumela är varierad. Runt Yarumela är det ganska tätbefolkat, med 58 invånare per kvadratkilometer. Närmaste större samhälle är Comayagua, 13,1 km norr om Yarumela. Omgivningarna runt Yarumela är en mosaik av jordbruksmark och naturlig växtlighet.